# 어퍼데메라라버비스주

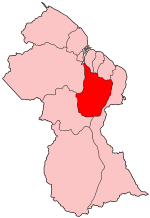
어퍼데메라라버비스주의 위치

어퍼데메라라버비스주(영어: Upper Demerara-Berbice)는 가이아나 중부에 위치한 주로 주도는 린든이며 면적은 17,040km2, 인구는 39,452명(2012년 기준), 인구 밀도는 2.3명/km2이다. 북쪽으로는 에세키보아일랜즈웨스트데메라라주와 데메라라마하이카주, 마하이카버비스주, 동쪽으로는 이스트버비스코렌타인주, 서쪽으로는 포타로시파루니주, 쿠유니마자루니주와 접한다.